# Fricativa bidental sorda
La fricativa bidental sorda es un sonido consonántico poco común . El único idioma natural que se sabe que lo utiliza es el dialecto Shapsug del Adigués, donde aparece como una variante de /x/.
Las personas con hipoglosia (lengua anormalmente pequeña) pueden usarlo para el sonido /s/ .

## Características
- Su modo de articulación es fricativa, lo que significa que se produce al restringir el flujo de aire a través de un canal estrecho en el punto de articulación, provocando turbulencias.
- Su Punto de articulación es bidental, lo que significa que se articula con los dientes inferiores y superiores presionados entre sí.
- Su fonación es sorda, lo que significa que se produce sin vibraciones de las cuerdas vocales.
- Es una consonante oral, lo que significa que el aire puede escapar únicamente por la boca.

Debido a que el sonido no se produce con el flujo de aire sobre la lengua, no se aplica la dicotomía central-lateral .
- El mecanismo de la corriente de aire es pulmonar, lo que significa que se articula empujando el aire únicamente con los músculos intercostales y el diafragma, como en la mayoría de los sonidos.

## Ocurre en
| Idioma  | Idioma                           | Palabra | AFI     | Significado | Notas                                 |
| ------- | -------------------------------- | ------- | ------- | ----------- | ------------------------------------- |
| Adigués | dialecto del mar negro (Shapsug) | дахэ    | [daːh̪͆a] | 'bonito'    | Corresponde a [x] en otros dialectos. |